# Chantier naval de Sébastopol
Le chantier naval de Sébastopol (russe : Севастопольский морской завод, ukrainien : Севастопольський морський завод) est un important chantier naval du raïon de Nakhimov en Crimée.

## Histoire
Il est créé, en 1783 comme Akhtiar, par la Marine impériale russe pour l'entretien des navires de sa flotte.
Il a occasionnellement servi à la construction de navires de moindre importance puis porte le nom de l'amiral Lazarev et transféré à la Compagnie russe de navigation et de commerce après les dégâts de la guerre de Crimée.
Il fut nationalisé le 16 août 1897 et rebaptisé chantier n°201 par le pouvoir soviétique. Il a aussi porté le nom de Grigory Ordjonikidze entre 1936 et 1940 et de nouveau en 2015 après l'Annexion de la Crimée par la Russie en 2014 et appartenait à Petro Porochenko pour 90%. Nationalisé par l'administration de la ville, l'entreprise a ouvert son capital en 1990 et de nouveau privatisée en 2006.
En 2015 la Flotte de la mer Noire entretient de nouveau ses navires dans le chantier affirme Sergueï Méniaïlo, gouverneur de Sébatopol, mais aussi des navires civils comme le Arman-2 et le Lenaneft.
Lors de l'invasion de l'Ukraine par la Russie de 2022, dans la nuit du 12 au 13 septembre 2023, le chantier naval est touché par une frappe de missiles SCALP-EG tirée par les Forces armées ukrainiennes. À la suite de cette attaque, deux bâtiments en cale sèche, le sous-marin B-237 Rostov-sur-le-Don et le navire de débarquement Minsk, sont gravement endommagés.

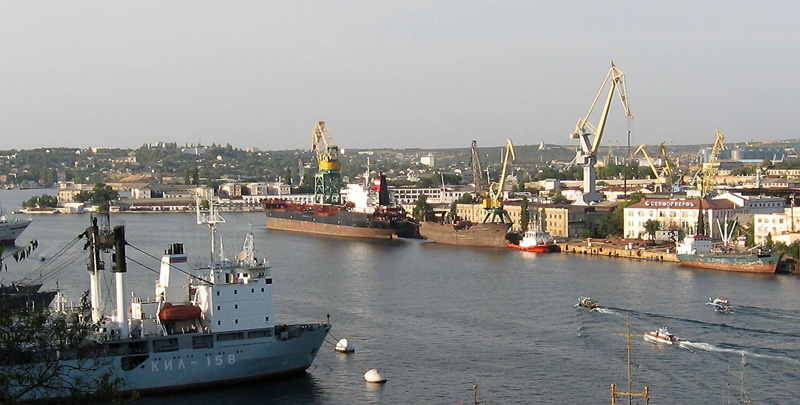
Le chantier naval.
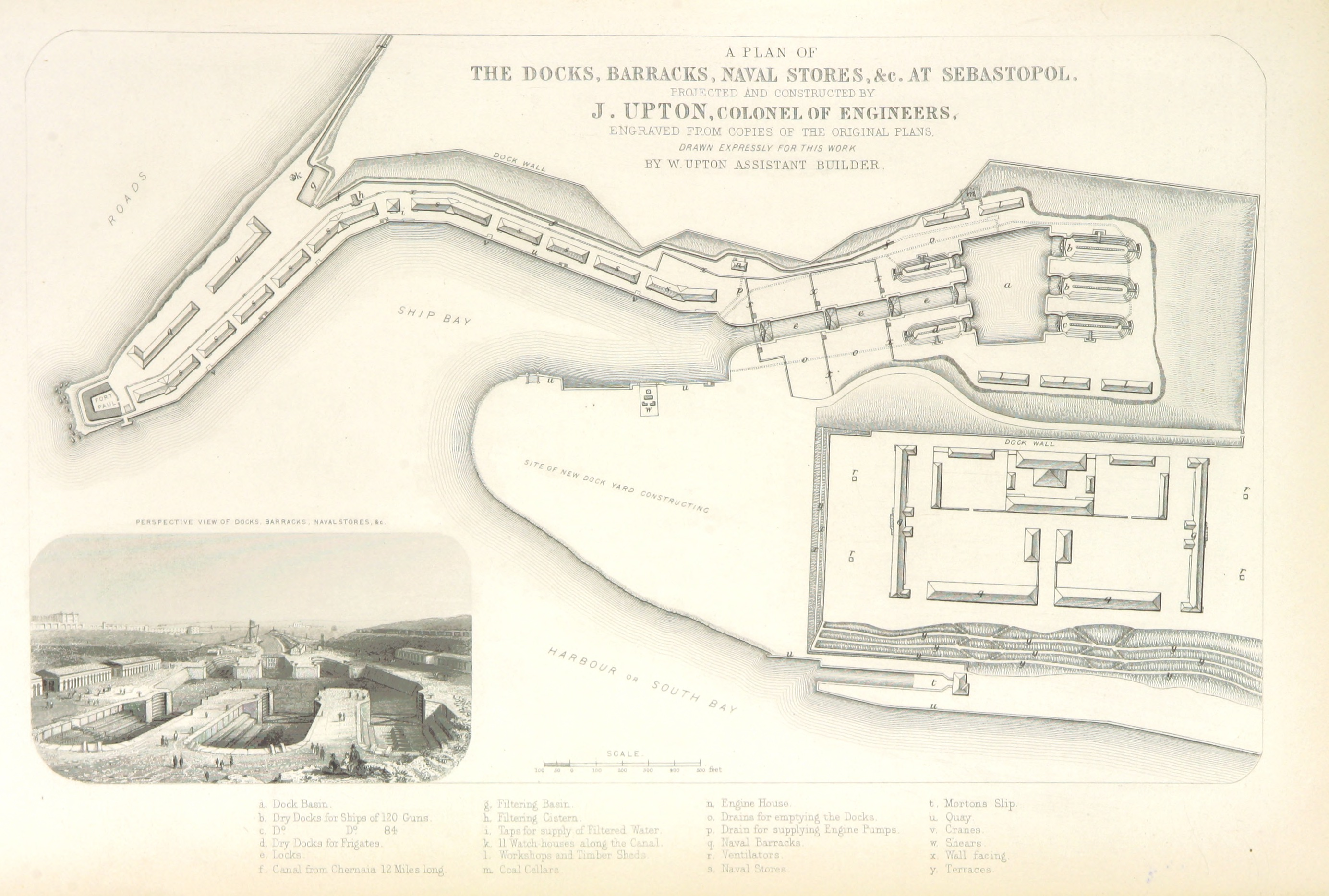
Bâtiments et cales sèches, 1855.
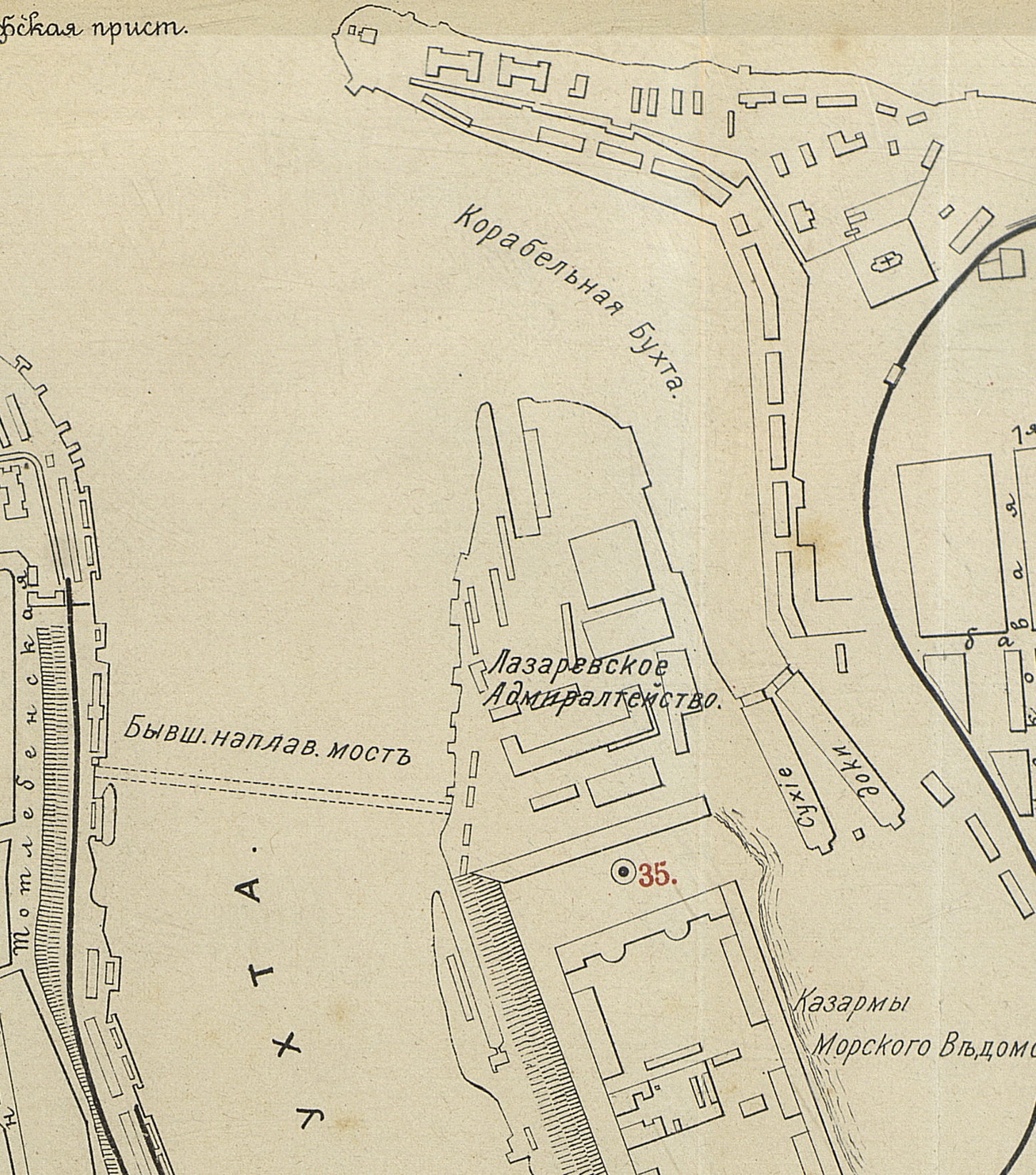
Administration Lazarev n°35 et deux cales sèches, 1904.
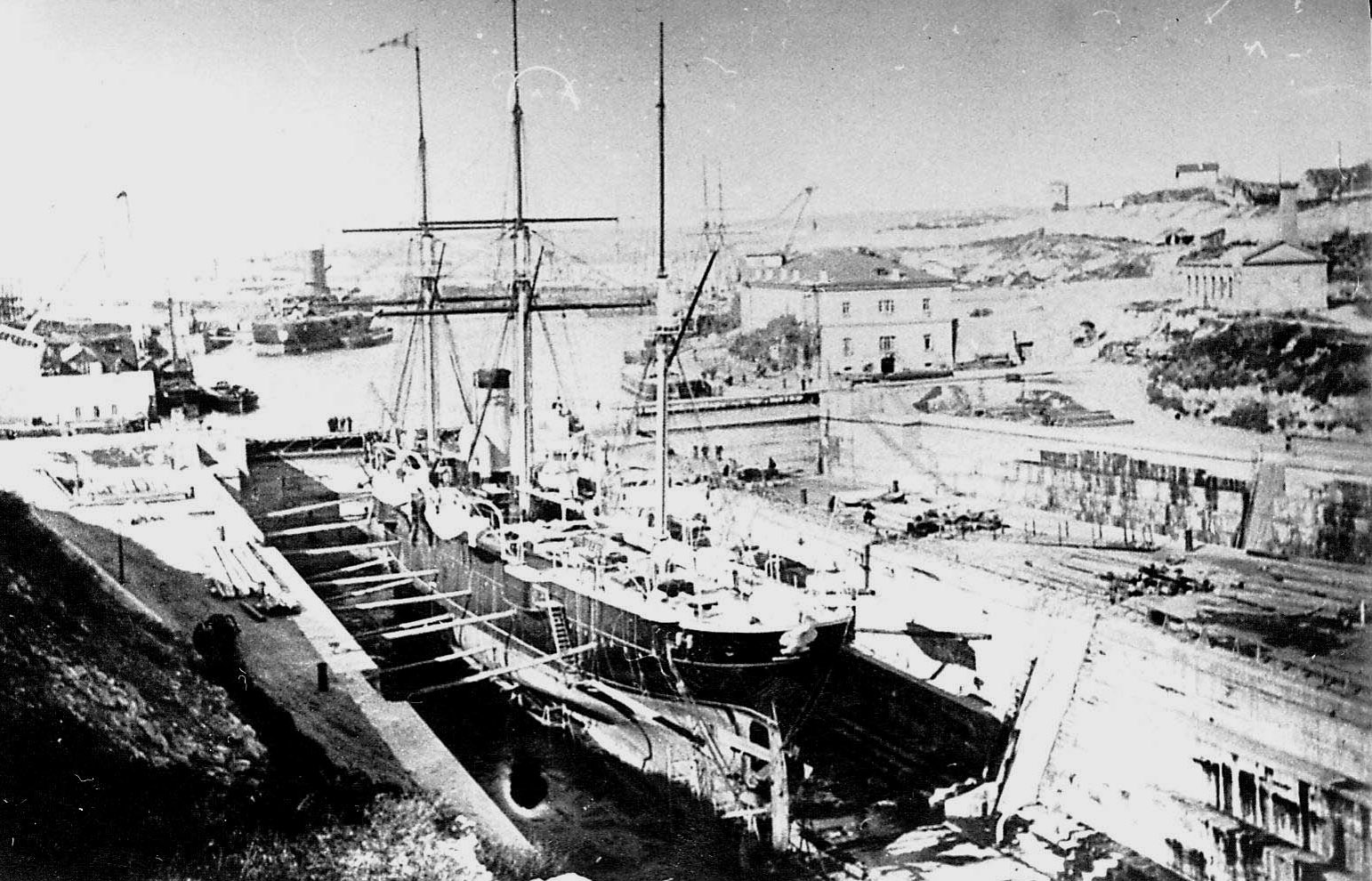
Le croiseur Mémoire de Mercure en cale sèche.
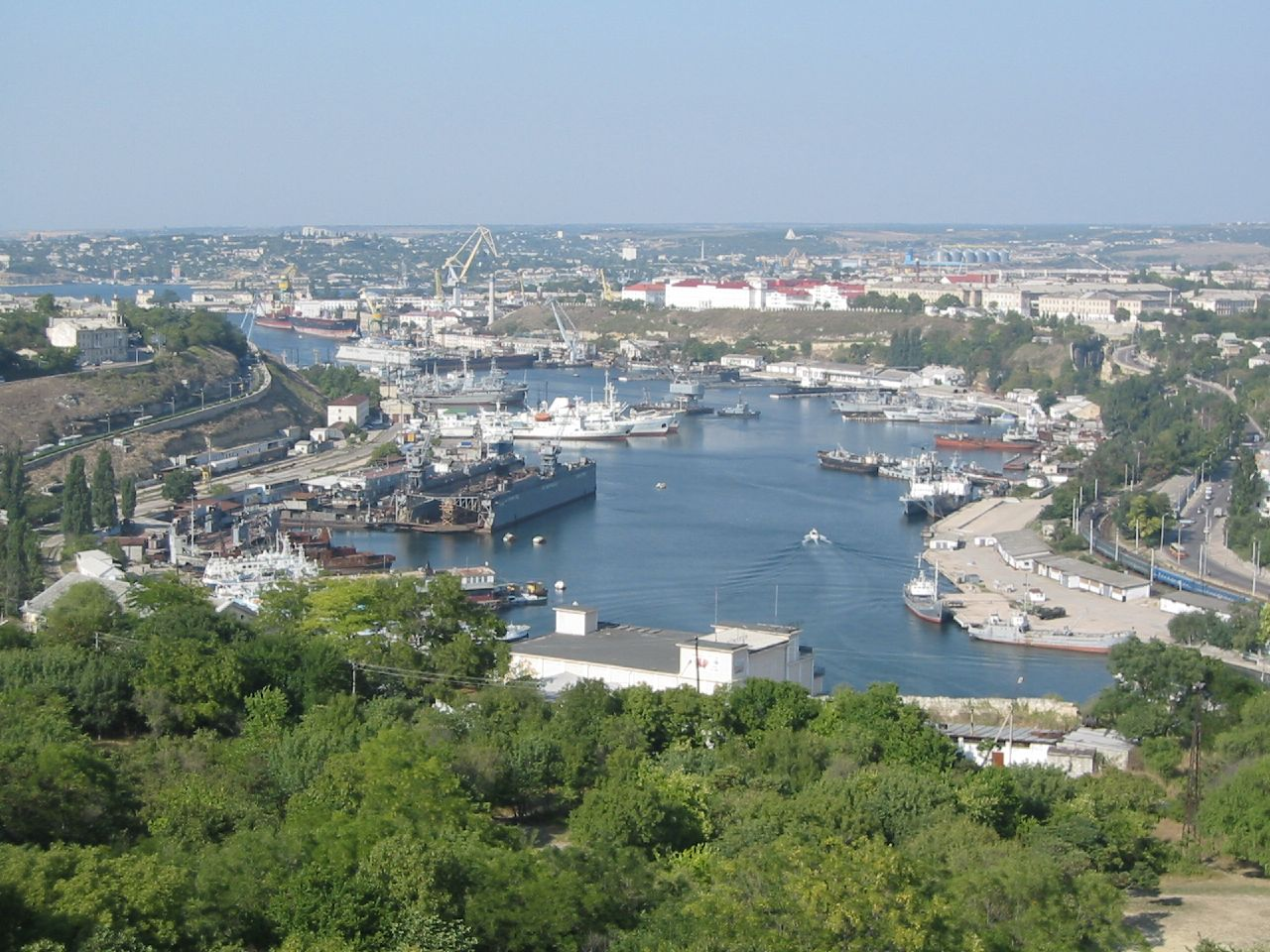
Vue du port de Sébastopol.